# AIDMA
AIDMA，是1920年代美国营销广告專家山姆·羅蘭·霍爾（Samuel Roland Hall）在其著作中阐述广告宣传对消費者心理过程缩写。在日本广告界被称为AIDMA定律，2004年日本電通公司提出的AISAS即为这一理论的延展，均备受关注。
早在1898年，美國廣告學家艾里亞斯·路易斯即已提出稱為「AIDA」的消費者行動模式。

## AIDA定義
1. Attention（注意）
2. Interest（關心）
3. Desire（欲求）
4. Action（行動）

## AIDMA定義
AIDMA表达的是消費者从听说商品，到購入的各个阶段。
1. Attention（注意）
2. Interest（關心）
3. Desire（欲求）
4. Memory（記憶）
5. Action（行動）

## 脚註
1. ↑  .   [2013-08-20]. （原始内容存档于2013-08-15）.
2. ↑   (PDF).   [2013-08-28]. （原始内容存档 (PDF)于2016-03-04）.

## 外部連結
- "Future Now" article, Mar. 15, 2007 > "AIDAS: The Relevance of Satisfaction"